# Platygaster galenus
Platygaster galenus är en stekelart som beskrevs av Walker 1836. Platygaster galenus ingår i släktet Platygaster och familjen gallmyggesteklar. Inga underarter finns listade i Catalogue of Life.